# All Is Violent, All Is Bright
Albums de God Is an Astronaut
The End of the Beginning (en)
(2002) A Moment of Stillness (en)
(2006)
All Is Violent, All Is Bright (2005) est le deuxième album studio du groupe de post-rock God Is an Astronaut. L'album a été lancé en 2005, puis remastérisé et lancé à nouveau en 2011.

## Pistes
| 1.    | Fragile                                                                                    | 4:34 |
| 2.    | All Is Violent, All Is Bright                                                              | 4:14 |
| 3.    | Forever Lost                                                                               | 6:22 |
| 4.    | Fire Flies and Empty Skies                                                                 | 3:55 |
| 5.    | A Deafening Distance                                                                       | 3:49 |
| 6.    | Infinite Horizons                                                                          | 2:28 |
| 7.    | Suicide by Star                                                                            | 4:38 |
| 8.    | Remembrance Day (nouvelle version de Remembrance de l'album The End of the Beginning (en)) | 4:16 |
| 9.    | Dust and Echoes                                                                            | 4:13 |
| 10.   | When Everything Dies (avec la chanson cachée Halo of Fires)                                | 6:06 |
| 11.   | Disturbance (Sur la version digitale)                                                      | 3:43 |
| 47:09 |                                                                                            |      |